# Phraortes (Rebell)

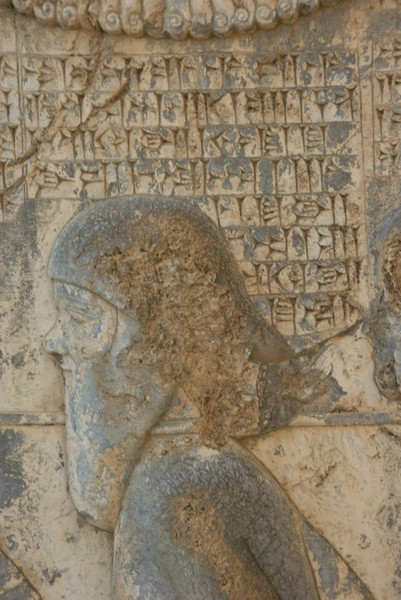
Phraortes, König von Medien. Behistun Relief

Phraortes (altpersisch Fravartiš, medisch Frawartiš, elamisch Pirumartiš, babylonisch Parumartiš; † 521 v. Chr. in Ekbatana), Sohn des Upadaranma, war ein selbsternannter König der Meder im späten 6. vorchristlichen Jahrhundert. Er war einer der acht sogenannten „Lügenkönige“, die sich gegen die Machtergreifung des Dareios I. erhoben hatten.
Nach dem Tod des persischen Großkönigs Kambyses II. und dem Sturz des Kurzzeitregenten Bardiya/Gaumata durch Dareios I. im Jahr 522 v. Chr. waren in mehreren Provinzen des persischen Achämenidenreichs Aufstände ausgebrochen. Auch die Meder, in deren Provinz der Umsturz geschehen war, erhoben sich unter der Führung des Phraortes, der sich als Nachkomme des alten medischen Herrscherhauses ausgegeben und sich selbst unter dem Thronnamen „Khšathrita“ zum König der Meder erhoben hatte.
Am 27. Tag des Monats Anāmaka (12. Januar 521 v. Chr.) wurde Phraortes in einer Schlacht bei Maruš südlich von Yazd von dem Perser Hydarnes besiegt, konnte aber vom Schlachtfeld entkommen und die Rebellion weiter führen. Die mit ihm verbündeten Parther und Hyrkanianer wurden am 2. Tag des Monats Viyakhna (8. März 521 v. Chr.) von Hystaspes geschlagen. Am 25. Tag des Monats Adukanaiša (8. Mai 521 v. Chr.) wurde Phraortes dieses Mal von Dareios I. selbst bei Kunduruš bei Bisotun ein zweites Mal geschlagen. Erneut konnte er fliehen, bis er schließlich in der Region Rhagai gefangen wurde. Ihm wurden zunächst Nase, Ohren und Zunge abgeschnitten und die Augen ausgestochen um ihn als abschreckendes Beispiel zu demonstrieren. In Ekbatana wurde er dann gekreuzigt.